# Zólyomtúr
Zólyomtúr (szlovákul: Turová) község Szlovákiában, a Besztercebányai kerületben, a Zólyomi járásban.

## Fekvése
Zólyomtól 8 km-re északnyugatra, a Körmöci-hegység délkeleti részén, a Garam jobb oldali mellékvize, a Túri-patak völgyében fekszik.

## Története
1424-ben „Twrowa” alakban említik először, a dobronyai uradalomhoz tartozott. A török korban – főként félreeső fekvésének köszönhetően – megmenekült a támadásoktól.
A 18. század végén Vályi András így ír róla: „TUROVA. Tót falu Zólyom Várm. földes Urai több Urak, lakosai katolikusok, fekszik Butsának szomszédságában, és annak filiája; határja hegyes, és nehezen míveltetik, piatza Zólyomban, és Selymeczen.”
1828-ban 22 házában 174 lakos élt, akik mezőgazdasággal, állattartással foglalkoztak.
Fényes Elek 1851-ben kiadott geográfiai szótárában így ír a faluról: „Turova, tót falu, Zólyom vmegyében, Ternye mellett: 139 kath., 35 evang. lak.”
A 19. század végén sokan dolgoztak a Magyar Államvasutak Zólyom–Körmöcbánya–Ruttka vasútvonalának építésén. A trianoni diktátumig Zólyom vármegye Zólyomi járásához tartozott.

## Népessége
| Év:            | 1994. | 2004.   | 2014.    | 2024.   |
| -------------- | ----- | ------- | -------- | ------- |
| Emberek száma: | 358   | 352     | 416      | 450     |
| Eltérés:       |       | -1,67 % | +18,18 % | +8,17 % |

| Év:            | 2023. | 2024.   |
| -------------- | ----- | ------- |
| Emberek száma: | 454   | 450     |
| Eltérés:       |       | -0,88 % |

1910-ben 276, túlnyomórészt szlovák lakosa volt.
2001-ben 356 lakosából 353 szlovák volt.
2011-ben 385 lakosából 364 szlovák volt.

## Nevezetességei
- Szűz Mária tiszteletére szentelt, római katolikus temploma 1921-ben épült eklektikus stílusban.
- A falu északkeleti részén található különleges geológiai képződmény az erózió által a vulkanikus kőzetbe vágott természetes csatorna.

## Híres emberek
Itt született 1914-ben Ján Futák szlovák botanikus, szobrász.

## Külső hivatkozások
- E-obce.sk Archiválva 2009. augusztus 14-i dátummal a Wayback Machine-ben
- Községinfó
- Zólyomtúr Szlovákia térképén
- E-obec.sk